# Oca d'Egipte
L'oca d'Egipte (Alopochen aegyptiacus) és un ocell aquàtic de la família dels anàtids (Anatidae). És l'única espècie viva del gènere Alopochen. A causa de la seva popularitat principalment com a ocell ornamental, l'espècie també s'ha introduït a Europa, els Estats Units i altres llocs fora de la seva distribució natural. A l'antic Egipte, era considerada sagrada en i estaven representades regularment en l'art egipci antic.

## Taxonomia
L'oca egípcia va ser descrita formalment l'any 1766 pel naturalista suec Carl Linnaeus a la dotzena edició del seu Systema Naturae amb el binomi Anas aegyptiaca. Linné va basar en part el seu relat en el "L'oye d'Egypte" que havia estat descrit i il·lustrat el 1760 per l'ornitòleg francès Mathurin Jacques Brisson a la seva Ornithologie. Brisson va utilitzar el nom llatí Anser Egyptiatiacus però tot i que va encunyar noms llatins per a espècies, aquests no s'ajusten al sistema binomial i no són reconeguts per la Comissió Internacional de Nomenclatura zoològica. L'oca egípcia es troba ara amb l'extinta oca de Maurici i l'extinta oca de la Reunió en el gènere Alopochen que va ser introduït el 1885 pel zoòleg noruec Leonhard Stejneger. L'espècie és monotípica: no es reconeix cap subespècie. El nom genèric Alopochen (literalment, guineu-oca) es basa en el grec ἀλωπός (alōpós, també ἀλώπηξ alōpēx), "guineu" i χήν (chēn) "oca", referint-se al color vermellós de l'esquena. La paraula χήν : chēn és gramaticalment de gènere masculí o femení. El nom de l'espècie aegyptiacus (o aegyptiaca) prové del llatí Aegyptiacus, "egipci".
Es creu que l'oca egípcia està més estretament relacionada amb els shelducks (gènere Tadorna) i els seus parents, i es col·loca amb ells a la subfamília Tadorninae. És l'únic membre existent del gènere Alopochen, que també conté espècies prehistòriques estretament relacionades i recentment extingides. Les dades de ADNmt citocrom b seqüència suggereixen que les relacions d'Alopochen amb Tadorna necessiten més investigació.

## Descripció
Neda bé i sembla pesat en vol, més semblant a una oca que a un ànec, d'aquí el nom anglès.
De mitjana, fan 63 - 73 cm de llargària.
Els sexes d'aquesta espècie són idèntics en plomatge, però els mascles solen ser una mica més grans. Varien molt en el to del plomatge, amb alguns ocells més grisos i altres més marrons, però no s'ha observat que aquesta variació estigui relacionada amb el sexe o l'edat. Una gran part de les ales dels ocells madurs són blanques, però el blanc està amagat per les cobertes alars quan estan en repòs. Quan s'excita, ja sigui en alarma o agressivitat, es mostra el blanc.
Les oques egípcies en estat salvatge poden viure fins a 15 anys, mentre que s'han registrat individus en captivitat que arriben als 35 anys.
Les veus i les vocalitzacions dels sexes difereixen, el mascle té un cloqueig ronc i apagat, semblant a un ànec, que rarament sona a menys que s'exciti, així com una crida més forta i respirada que s'executa en una seqüència ràpida, que sona una mica com un màquina de vapor. La femella té un cloqueig sorollós molt més sorollós que sovint sona agressiu quan cuida les seves cries. L'oca egípcia mascle atrau la seva parella amb un elaborat i sorollós festeig que inclou tocs, estiraments del coll i exhibicions de plomes.
Les oques egípcies viuen en parelles o petits grups. Es poden reproduir en qualsevol època de l'any. Fan el niu sota un arbust. Aquesta espècie s'alimenta principalment d'herba i llavors de terra.

## Hàbitat i distribució
L'oca egípcia és originària de l'Àfrica subsahariana i de la vall del Nil, on és molt estesa i comú a abundant, tot i que s'ha fet escàs al nord de la vall del Nil. Es troba en hàbitats oberts o semioberts, normalment prop d'aigua dolça, que van des de les terres baixes fins a 4.000 m sobre el nivell del mar a la Altiplà d'Etiòpia, i en gran part absent dels densos boscos i deserts. Encara que no reproduint-se, es dispersa una mica, de vegades realitza migracions més llargues cap al nord cap a les regions àrides del Sahel, i de vegades fins i tot arriba a les nacions nord-africanes d'Algèria i Tunísia, històricament una part més freqüent de la seva distribució.
Es va trobar al sud-est d'Europa (fins a la vall del Danubi inferior i al sud d'Hongria) fins a principis del 1700, i en algunes parts de Turquia i l'oest de l'Orient Mitjà fins a principis del 1900 (i des de llavors s'ha restablert gràcies a captius fugitius), però la seva distribució històrica en aquests indrets es coneix del tot i també es desconeix el motiu de les desaparicions.

## Poblacions introduïdes

#### Regne Unit
Les poblacions britàniques de l'oca egípcia es remunten al segle XVII quan es va introduir a finques i parcs, tot i que l'espècie només es va afegir formalment a la llista d'ocells britànics el 1971. Les introduccions britàniques van ser les primeres fora del seu territori natiu; tanmateix, aquests individus no es van estendre àmpliament i no se sap que s'hagin expandit a altres països. A Gran Bretanya, es troba principalment a East Anglia, i en diversos llocs al llarg del riu Tàmesi, on cria en llocs amb aigües obertes, herba curta i llocs de nidificació adequats (o bé illes, forats en arbres vells). o entre brots epicòrmicss d'arbres vells). Durant l'hivern, es troben àmpliament dispersos a les valls fluvials, on s'alimenten d'herba curta i cereals. Al Regne Unit a L'any 2009, va ser declarada oficialment espècie no autòctona. En conseqüència, les oques egípcies a Gran Bretanya es poden disparar sense permís especial si causen problemes.

#### Europa continental
L'oca egípcia es va introduir per primera vegada als Països Baixos el 1967 i a Bèlgica el 1982, i aquestes van constituir la base de la població a Europa continental, probablement complementada per alguns fugits captius d'altres països europeus. Des d'aquests dos països, l'espècie ha experimentat una expansió relativament ràpida de l'àrea de distribució als països adjacents, es va estendre per primera vegada a Alemanya i França (on possiblement complementada per fugitius locals) a mitjans dels anys vuitanta, i després a la República Txeca, Dinamarca, Luxemburg i Suïssa a principis dels anys 2000. S'han fet observacions addicionals, de vegades amb casos aïllats de reproducció, a Àustria, Itàlia, Polònia, Espanya, Suècia i altres llocs d'Europa continental, però encara no se sap s'han establert en aquests països.